# Ruta 619 (Costa Rica)
La Ruta 619, oficialmente Ruta Nacional Terciaria 619, es una ruta nacional de Costa Rica ubicada en las provincias de Guanacaste y Puntarenas.

## Descripción
En la provincia de Guanacaste, la ruta atraviesa el cantón de Tilarán (el distrito de Quebrada Grande).
En la provincia de Puntarenas, la ruta atraviesa el cantón de Monteverde (el distrito de Monteverde).